# Roland Rother

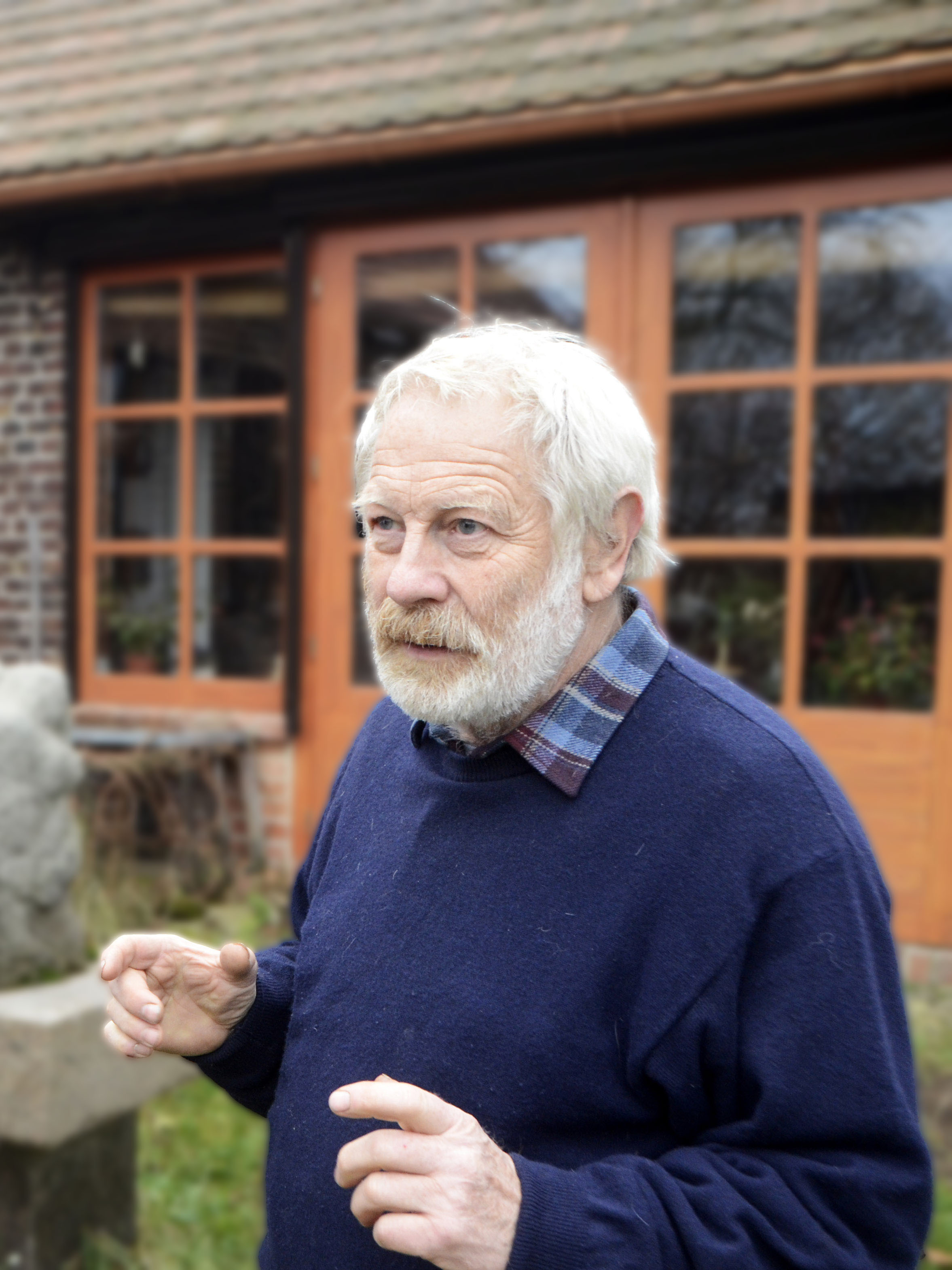
Roland Rother am 21. November 2013 in Wilmersdorf

Roland Rother (geb. 29. März 1944 in Frankfurt (Oder); gest. 2. Januar 2024 in Briesen (Mark)) war ein deutscher Bildhauer und Medailleur.

## Leben
Roland Rother erlernte den Beruf eines Malers und Autolackierers. Von 1970 bis 1975 studierte er bei Karl-Heinz Schamal an der Kunsthochschule Berlin-Weißensee Plastik. Nach dem Studienabschluss arbeitete er in Frankfurt als freischaffender Bildhauer. 1976 entdeckte der Bildhauer die Medaillenkunst für sich. Rother schuf Plastiken und Reliefs u. a. für Frankfurt (Oder), Eisenhüttenstadt, Fürstenwalde/Spree, Beeskow und Eberswalde. Begonnen hatte Rother mit Plastiken für Kulturhäuser und Wohngebiete, kleinere Trinkbrunnen und Medallions. Später kamen umfangreiche Konzeptionen für die Gestaltung öffentlicher Räume hinzu.
Sein Anspruch war oft, Kunstwerke in das Umfeld und das Umfeld für das Kunstwerk anzupassen.

„Die Plastik muss sich mit dem Ort vermählen.“

„Ich wünschte mir schon, dass man in Zukunft nicht nur Kunstwerke aufstellt, sondern sie auch pflegt und dafür sorgt, dass sie funktionieren.“

Rother arbeitete acht Jahre in der Zentralen Arbeitsgruppe „Architektur und bildende Kunst“ des Bundes der Architekten der DDR (BdA/DDR) und des Verbands Bildender Künstler der DDR (VBK) in der DDR mit.
Mit seinem Freund, dem Maler Jürgen Jentzsch (Künstlername PLON, geb. 1944 in Bad Liebenwerda), mit dem er in Frankfurt als Schüler schon einen Zeichenzirkel besuchte und sich später auf der Kunsthochschule bewarb, suchte er ein großes, preiswertes Atelier in der Natur. Sie fanden einen Kuhstall in Wilmersdorf bei Briesen und begannen ihn als Haus herzurichten. Doch als Rother es 1984 kaufte, war sein Freund längst im Westen. Seit 1991 wohnte Rother samt Familie in Wilmersdorf.

Rother starb zusammen mit seiner Frau, der Malerin Rita Rother (geb. 1947 in Schönewalde) bei einem fremdverschuldeten Autounfall.

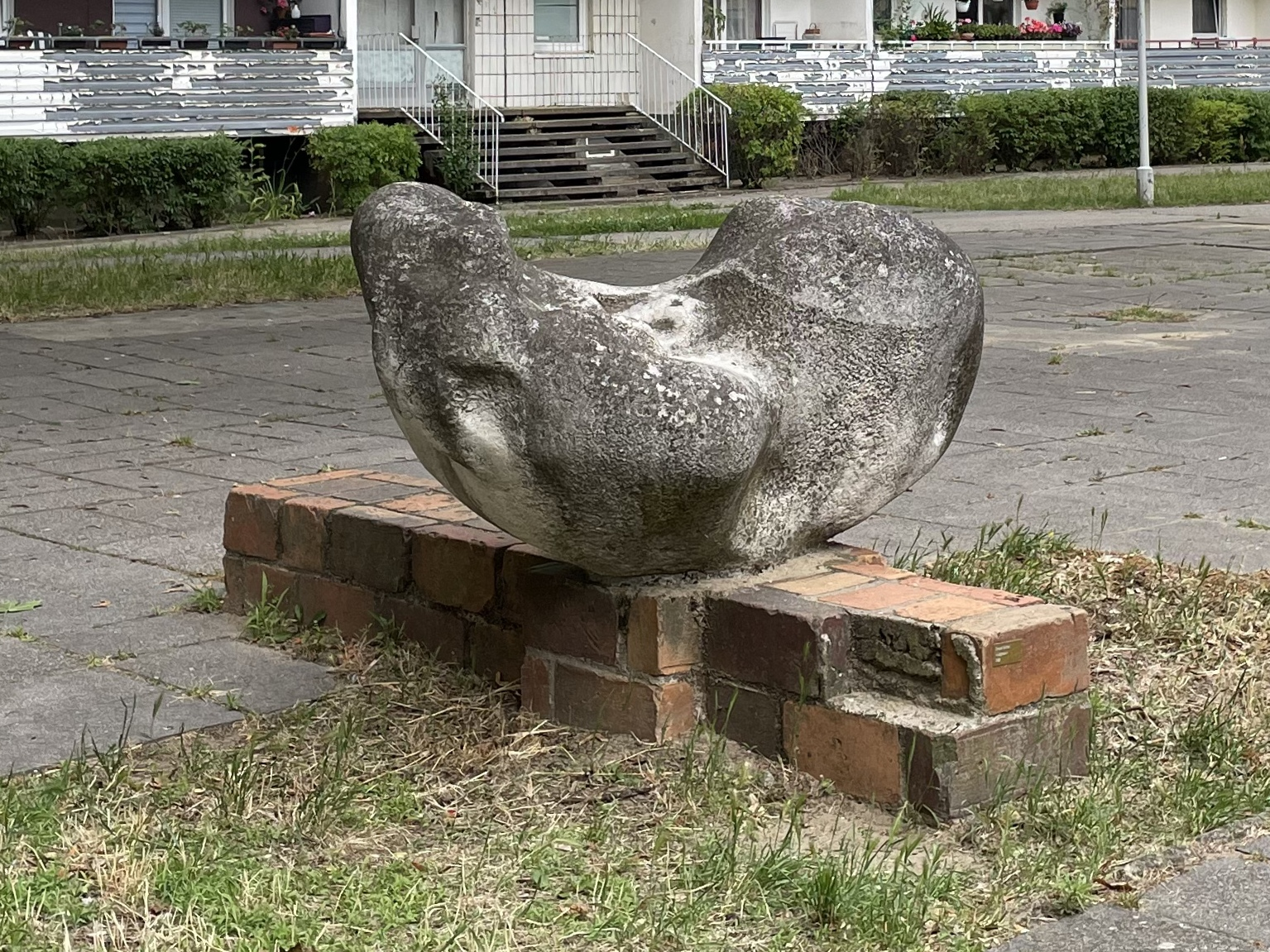
Liegende, Frankfurt (Oder), 1980
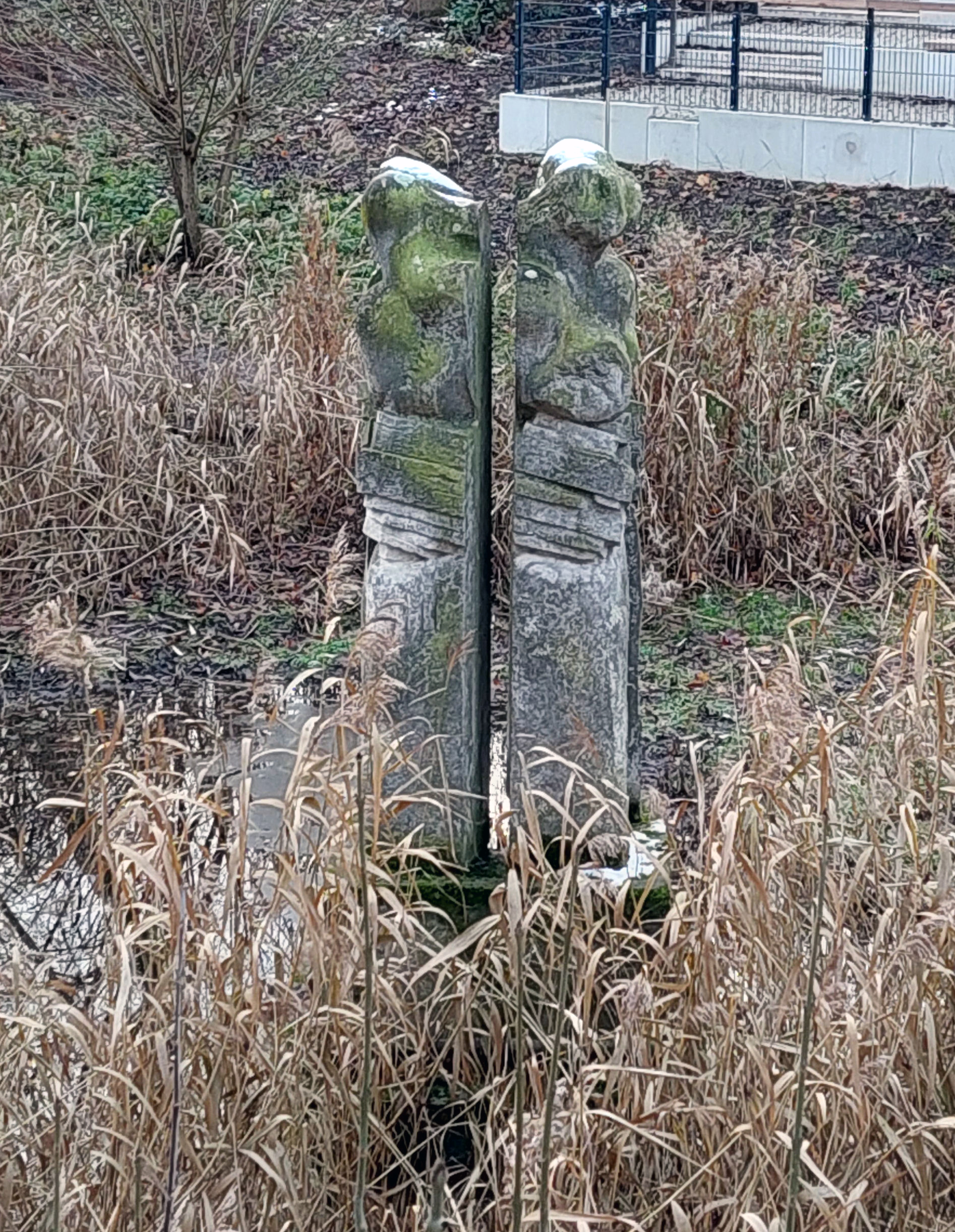
Naturelement Wasser, Berlin-Neu-Hohenschönhausen, 1989
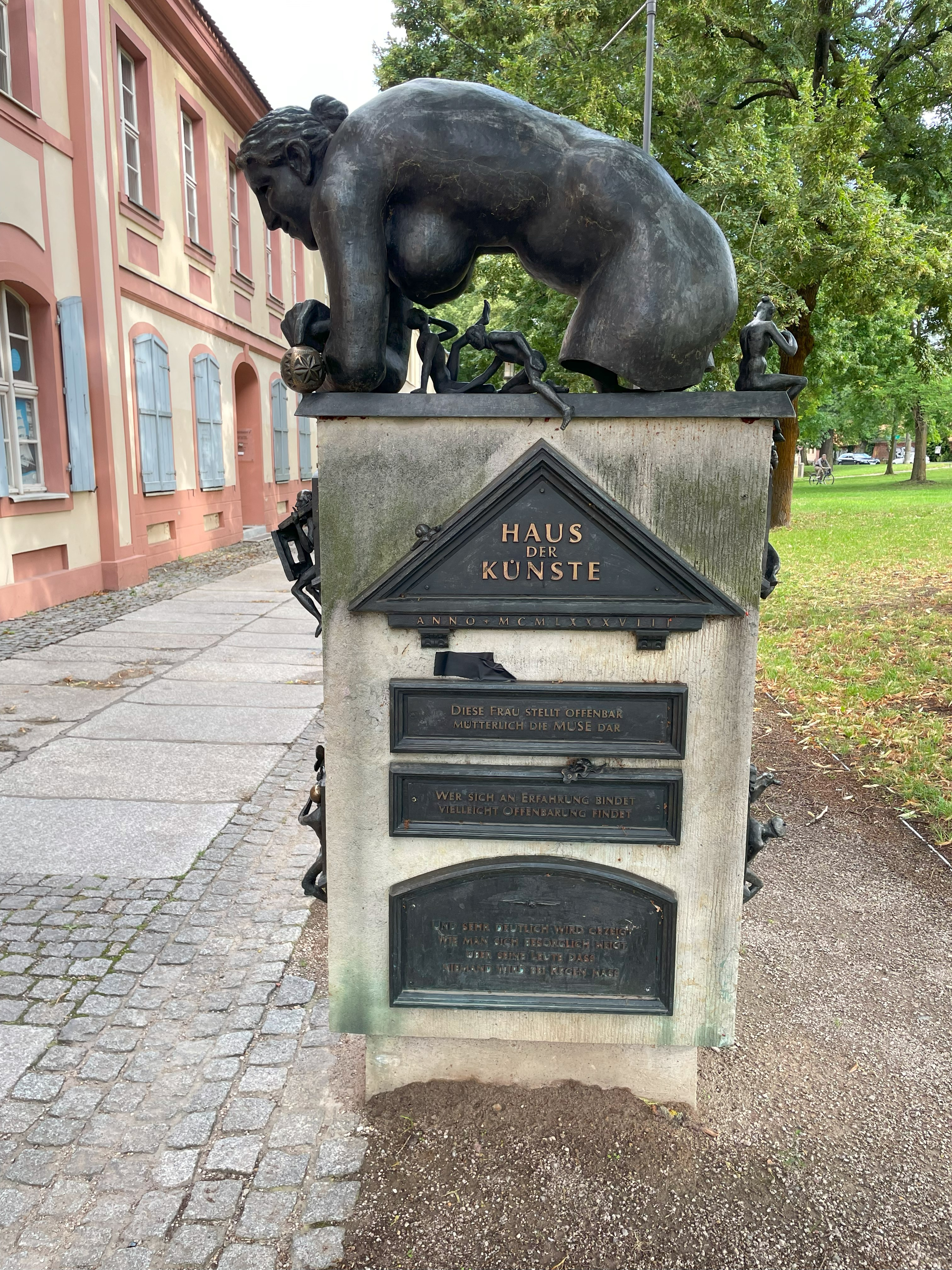
Muse, Frankfurt (Oder), 1991
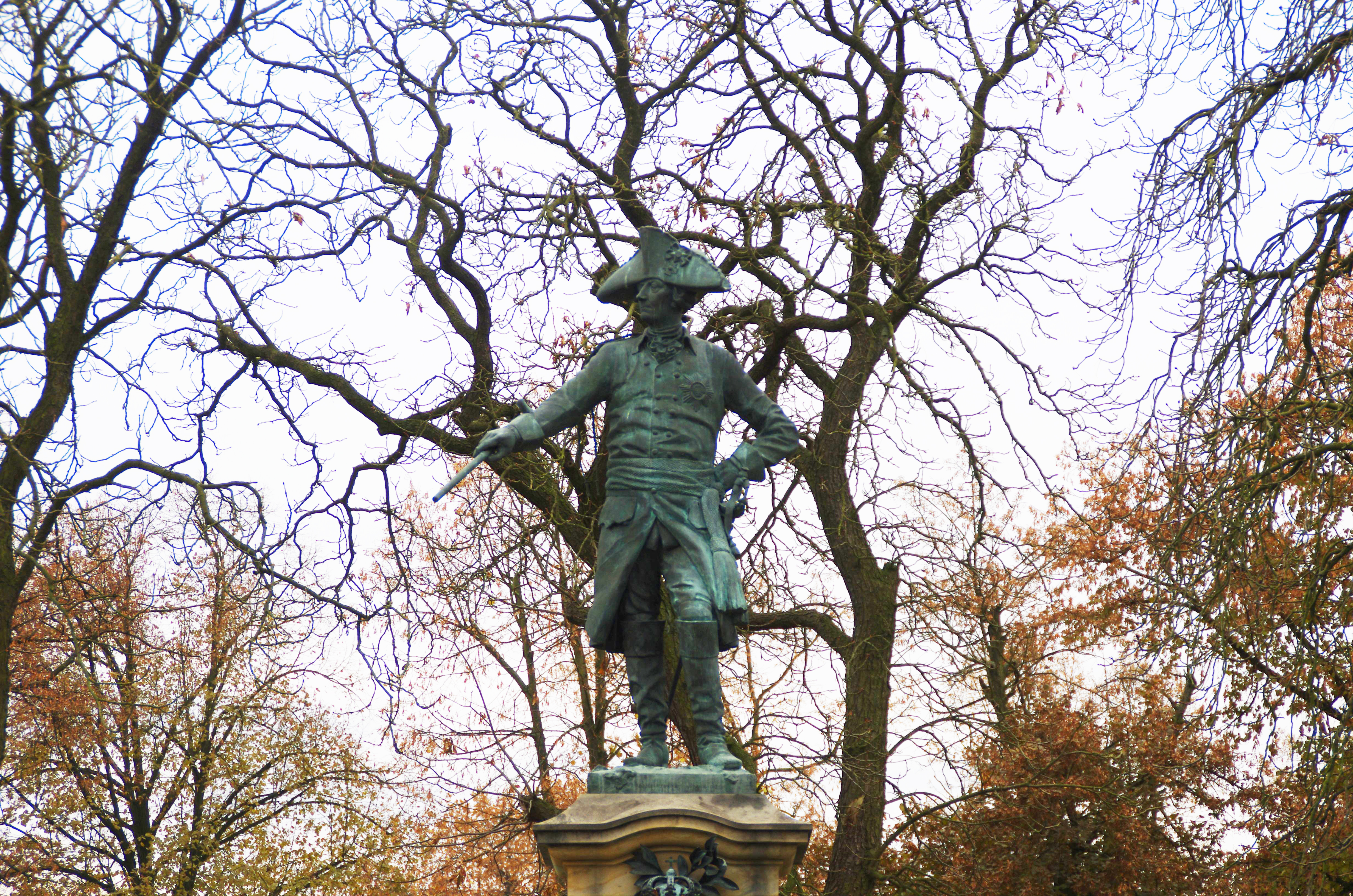
Friedrichdenkmal, Neutrebbin, geschaffen 1904 von Heinrich Wefing, Rekonstruktion 1994 von Roland Rother
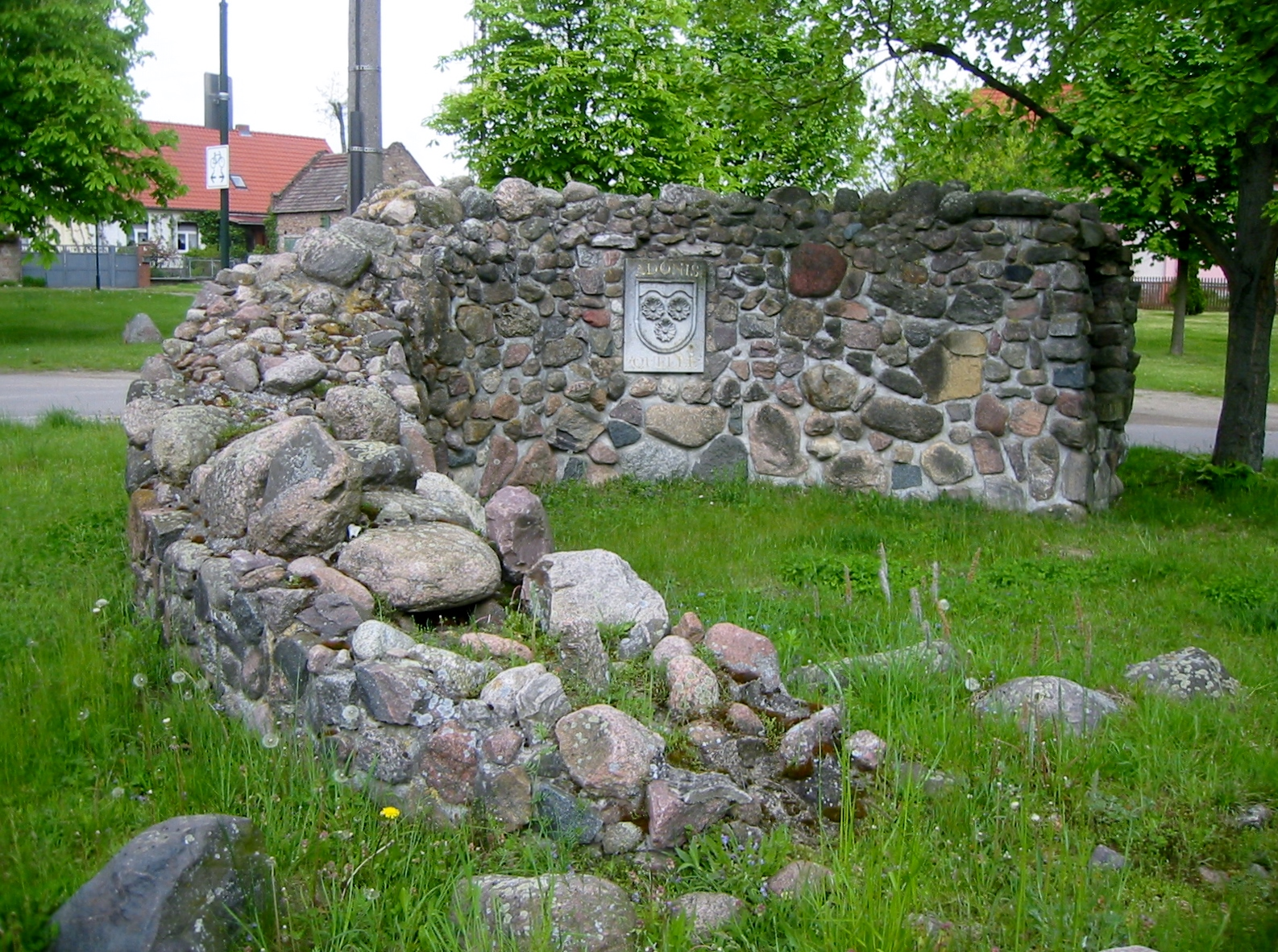
Adonisquelle, Mallnow, 1997
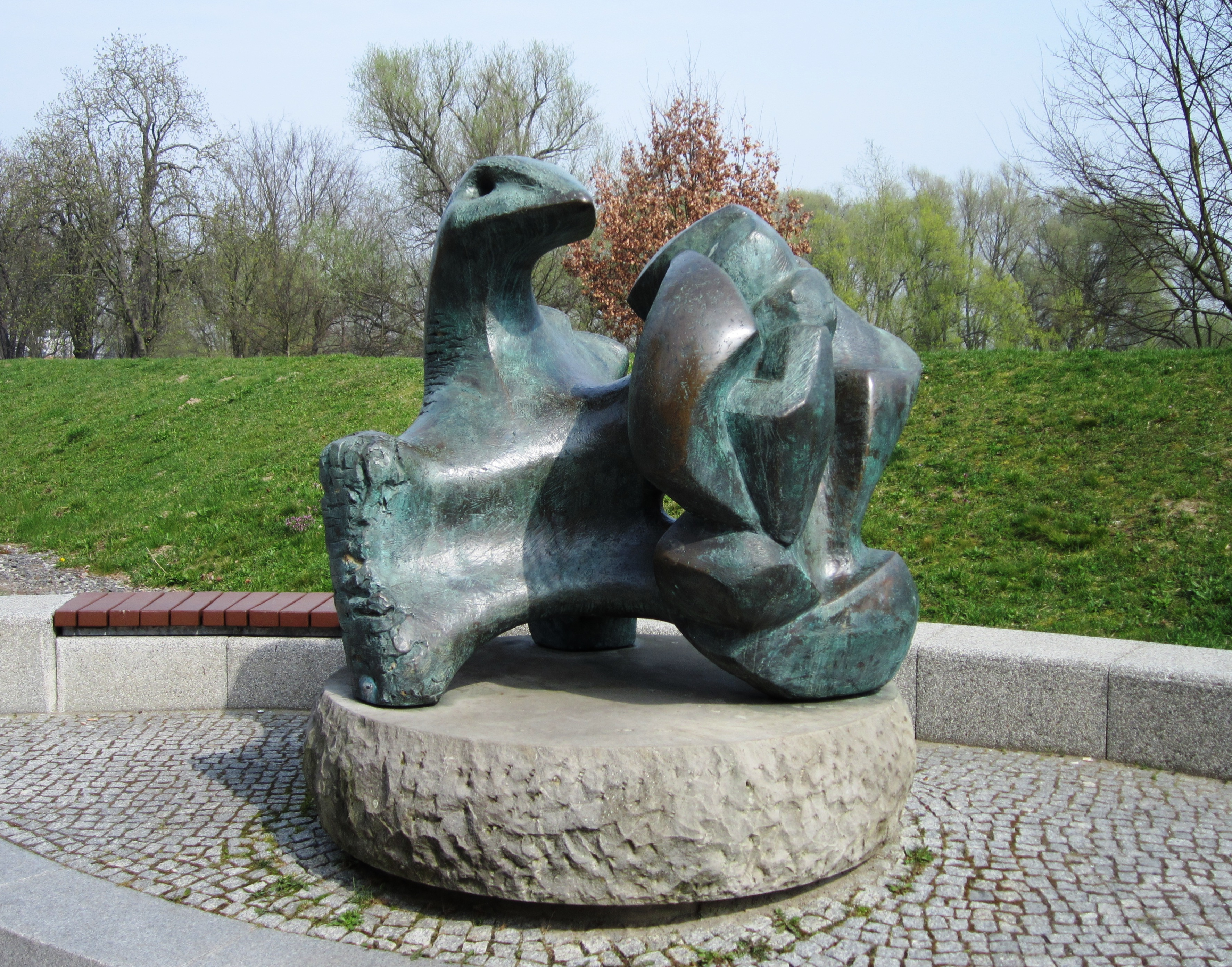
Phoenix, Frankfurt (Oder), 1998
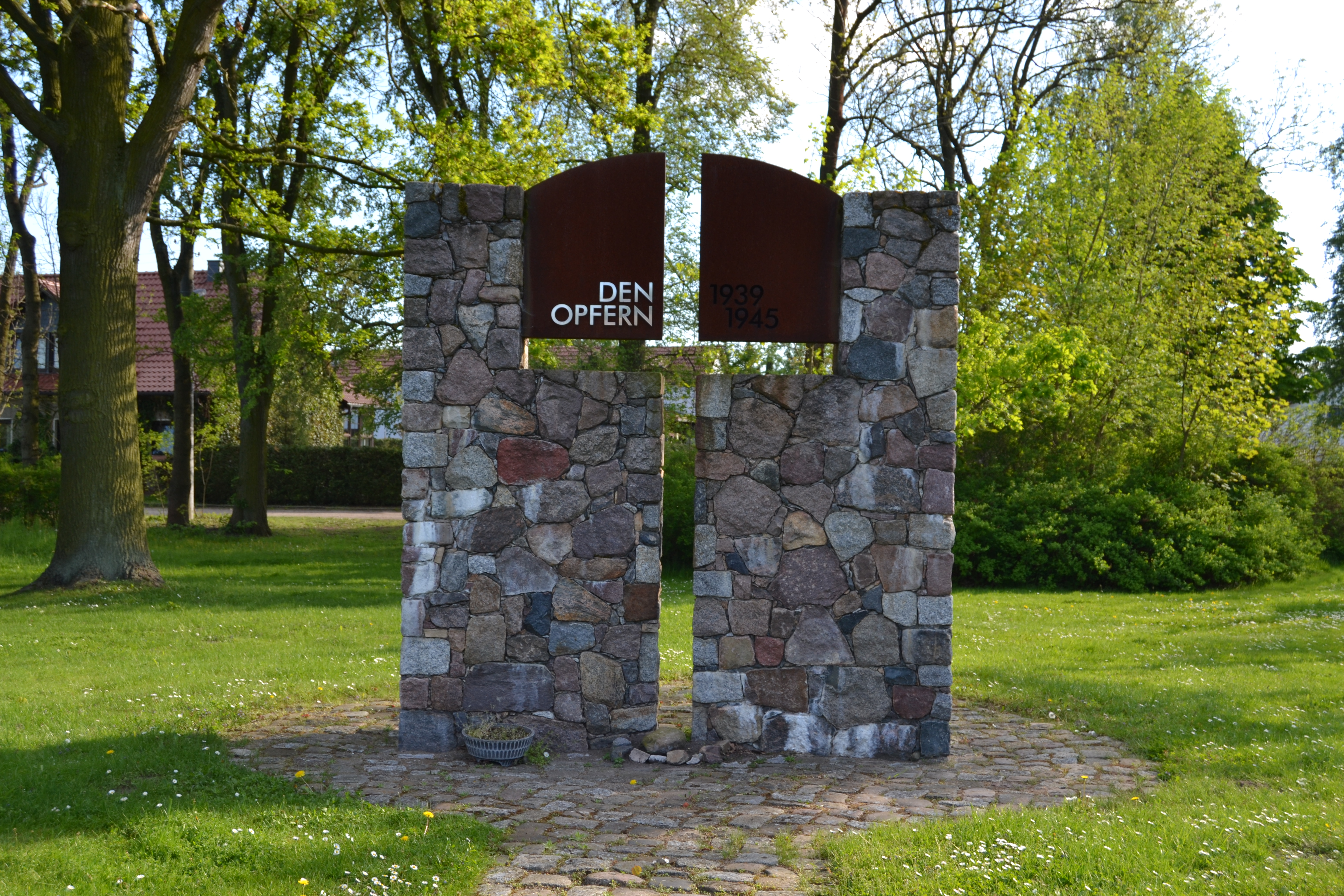
Denkmal für die Opfer des 2. Weltkriegs, Kienitz, 1999

## Skulpturen (Auswahl)
- Die Tanzende, Frankfurt (Oder), 1979
- Liegende, Frankfurt (Oder), 1980
- Harlekin, Lauterbach, 1982[9]
- Mädchengruppe, Frankfurt (Oder), 1983[10]
- Eishockeytorwart, 1984, Berlin, Nationalgalerie[11]
- Natur, Fürstenwalde/Spree, 1985, Gipsrelief, 2,3 × 5,4 m, Eingangsbereich Ärztehaus Nord, Karl-Liebknecht-Straße 21[12]
- Naturelement Wasser, Berlin-Neu-Hohenschönhausen, 1987, Muschelkalk, sechs Skulpturen[13]
- Muse, Frankfurt (Oder), 1991
- Mutter mit Kind, Eberswalde, 1991, im Märkischen Park[14]
- Friedrichdenkmal, Neutrebbin, 1994 (Rekonstruktion)[15][16]
- Adonisquelle, Mallnow, 1997
- Phoenix, Frankfurt (Oder), 1998
- Denkmal für die Opfer des 2. Weltkrieges, Kienitz, 1999[17]
- Ortsschilder, Wilmersdorf, 2019[5][18][19]
- Moneytarium, Frankfurt (Oder), 2002, Gestaltung eines Innenraums in der Hauptsparkasse[20]
- Trinkbrunnen, Frankfurt (Oder), Thomas-Müntzer-Hof (zerstört)
- Stadtzeichen, Frankfurt (Oder), Ø 6 m[21] (unvollendet zerstört)
- Penthesilea, Frankfurt (Oder), Kleist-Museum[22]
- Paar, Beeskow, im Patientengarten des Krankenhauses
- Liebespaar, Eisenhüttenstadt
- Erd- und Urgeschichte des Eisenhüttenstädter Gebietes, gesamtkünstlerische Ensemble von Roland Rother und Michael Voll, bestehend aus „Geologische Wand“, „Zisternenhügel mit Zisterne und Wasserbecken“ und „die kleine Mauer mit Bushaltestelle“ in Eisenhüttenstadt[23]
- (unbekannter Titel), Kunersdorf, Garten des Musenhofes[24]

## Medaillen (Auswahl)
Rother schuf über 32 Medaillen.
- Adelbert von Chamisso
- Heinrich von Kleist
- Franz Kafka
- 1976: E.T.A. Hoffmann, Bronzeguss, 80 mm[25]
- 1980: Musikfesttage Frankfurt an der Oder, Bronze, 96 × 76 mm[26]
- 1986: Hans-Arp-Gedenkmedaille, Bronze, 79 × 86 mm[27]
- 1988: Normandie 1944, Bronze, 65 × 90 mm[28]
- 1989: Hans-Arp-Gedenkmedaille, Bronze[29]
- 1990: Öffnungen, Blei, 90 × 130 mm[30]
- 1997: Bachplakette der Konzerthalle Carl Philipp Emanuel Bach, Bronze, Ø 10 cm[31]
- 1997: Bachplakette der Frankfurter Festtage der Musik, Bronze, Ø 10 cm[31]
- 2003: Bachplakette zum 78. Bachfest der Neuen Bachgesellschaft mit Sitz in Leipzig vom 20. bis 25. März in Frankfurt (Oder), Bronze, Ø 10 cm[31]
- 2013: Dröhnende Stille, Bronze, 110 × 120 × 60 mm[32]
- 2014: Das Gefolge, Bronze, 100 × 100 × 30 mm[33][34]
- 2015: Henry Moore, Bronze 80 × 80 mm[35][36]
- 2017: Kokon, Bronze, 90 × 60 mm[37]
- 2019: Nachklang 2020, Bronze, 150 × 100 × 30 mm, zu Ehren von Ludwig van Beethoven, LVR-LandesMuseum Bonn[38]

## Ausstellungen (Auswahl)

### Einzelausstellungen
- 1984: Frankfurt (Oder), Galerie Gallus („Fotografiken von Rudolf Hartmetz und Plastiken von Roland Rother“)

- 1986: Berlin-Marzahn, Galerie M (Projekte, Modelle, Skulpturen)
- 1995: Müncheberg, Rathaus[39]
- 1994: Altranft, Galerie im Schloss („Dialog mit Hammer und Pinsel“ Rita und Roland Rother – Bilder und Plastiken)[40]
- 2002: Neuenhagen bei Berlin, Galerie unterm Wasserturm („Zwischen Ursprung und poetischer Gestalt“)[20]
- 2004: Fürstenwalde/Spree, Kunstgalerie Altes Rathaus („Vorsicht Rother“)[41]
- 2009: Frankfurt (Oder), Galerie B des Frankfurter Kunstvereins („Ausstellung von Roland Rother zu seinem 65. Geburtstag im Rahmen der Ausstellungsreihe "Frankfurter Gesichter"“)[42]
- 2014: Eisenhüttenstadt, Städtische Galerie (mit Günter Neubauer von Knobelsdorff)

- 2022: Eisenhüttenstadt, Städtische Galerie („ANSICHTIG · 22“; mit Michael Voll)
- 2023: Frankfurt (Oder), Packhof („DIS-SONANZ. SELTMANN & Roland Rother Malerei, Zeichnung und Plastik“)

- 2023: Beeskow, Burg Beeskow, Salzhaus („Einzug des Harlekins. Zeichnungen und Skulpturen von Roland Rother“)[43]

### Ausstellungsbeteiligungen
- 1969, 1976, 1979 und 1985: Frankfurt (Oder), Bezirkskunstausstellungen
- 1977: Leipzig, Messehaus am Markt („Kunst und Sport“)
- 1979: Berlin, Altes Museum („Weggefährden – Zeitgenossen. Bildende Kunst aus 3 Jahrzehnten“)
- 1982 und 1986: Fürstenwalde, Altes Rathaus („Miniatur in der bildenden Kunst der DDR“)
- 1982: Berlin, Treptower Park („Plastik und Blumen“)[44]
- 1982/83 und 1987/88: Dresden, IX. und X. Kunstausstellung der DDR
- 1984: Berlin, Altes Museum („Alltag und Epoche“)
- 1984: Brandenburg an der Havel („Plastik zum Begreifen“)[45]
- 1985: Berlin, Ausstellungszentrum am Berliner Fernsehturm („Sport in der bildenden Kunst der DDR“)[46]
- 1985: Fürstenwalde/Spree, Kunstgalerie Altes Rathaus („Ausstellungsversuch – Versuchsausstellung“)[47]
- 1989: Damaskus („Kleinplastik aus der DDR“)[48]
- 1990: Berlin-Wilmersdorf, Rathaus Wilmersdorf („Projekte für den öffentlichen Raum“)[49]
- 1990: Helsinki, Internationale Medaillenausstellung der FIDEM
- 1992: London, Internationale Medaillenausstellung der FIDEM
- 2007: Colorado Springs, Internationale Medaillenausstellung der FIDEM
- 2016: Gent und Namur, Internationale Medaillenausstellung der FIDEM[36]